# Goguin
Pour l’article ayant un titre homophone, voir Gauguin.
Ne doit pas être confondu avec Goghin.
Goguin est une commune située dans le département de Tansobentenga de la province de Kouritenga dans la région du Centre-Est au Burkina Faso.